# Fitshop
Die Fitshop GmbH ist ein deutsches Einzelhandelsunternehmen mit Sitz in Schleswig, das auf den Heimfitnessbedarf spezialisiert ist. Mit europaweit 69 Filialen ist das Unternehmen Europas größter Fachmarkt und Online-Versandhändler für Heimfitnessgeräte. Das Unternehmen ist eine hundertprozentige Tochtergesellschaft der inhabergeführten Grau Fitness GmbH mit Sitz in Schleswig. Seit Mai 2024 treten alle Filialen und Online-Shops des Unternehmens unter der Marke Fitshop auf. Vorher firmierte das Unternehmen unter Sport-Tiedje.

## Geschichte
Das Unternehmen wurde 1984 unter dem Namen Sport-Tiedje vom ehemaligen Tischtennis-Bundesligaspieler Ulrich Tiedje (* 20. Januar 1957; † 18. November 2015) als stationäres Sportgeschäft in Schleswig gegründet. 1996 trat Christian Grau an seine Seite. Seit 1999 wird das Sortiment auch im Internet angeboten. Der Schwerpunkt des Geschäfts liegt seitdem auf Heimfitnessgeräten und -zubehör.
2001 gründeten Ulrich Tiedje und Christian Grau als gleichberechtigte Gesellschafter die Sport-Tiedje GmbH. Neben verschiedensprachigen Onlineshops eröffnete Sport-Tiedje seit 2003 weitere Filialen in Europa. Unternehmensgründer Ulrich Tiedje schied 2011 aus dem Unternehmen aus. Seine Anteile wurden von Christian Grau übernommen, der seither Alleingesellschafter ist.
Mit der Eröffnung der Filialen in Brüssel und Amsterdam im Sommer 2013 führte Sport-Tiedje die Marke T-Fitness ein. 2015 übernahm das Unternehmen die niederländische Fitnessmarkt‐Kette OZI Sport BV mit vier Filialen. Ende 2015 setzt Sport‐Tiedje seinen Expansionskurs in Europa fort und übernahm mit Powerhouse Fitness (Laidir Leisure Ltd., Glasgow) den zweitgrößten Anbieter für Heimfitnessgeräte und -zubehör in Großbritannien.
2024 erfolgte die Umfirmierung der Sport-Tiedje GmbH zur Fitshop GmbH. Seit Mai 2024 tritt die Fitshop GmbH in allen Filialen und Online-Shops des Unternehmens unter dem Namen Fitshop auf.
Im Dezember 2024 übernahm Fitshop die Rechte der Marke Kettler für den Bereich Sportgeräte, sowie die Rechte an der Marke HOI von der Trisport AG. Damit reiht sich die traditionsreiche Marke Kettler in die Fitshop-Markenfamilie ein. Fitshop plant, das Sortiment der Marken Kettler zukünftig weiterzuentwickeln.

## Standorte
Fitshop betreibt 69 Fitness-Fachmärkte in Europa, davon 36 Filialen in Deutschland, 7 in Österreich und 4 in der Schweiz. 10 Filialen befinden sich in Großbritannien, 6 in den Niederlanden, 2 in Belgien, 2 in Frankreich und jeweils eine in Dänemark und Polen. (Stand April 2025)
Darüber hinaus verfügt Fitshop über einen Stützpunkt in Taiwan, der als Kompetenzzentrum für die Eigenmarken sowie das Qualitätsmanagement fungiert.
In der Fitshop-Zentrale in Schleswig befinden sich die Verwaltung, ein international besetztes Call-Center sowie ein Kleinteilelager. Im nahegelegenen Osterrönfeld ist das 51.000 m² große Hochregallager sowie die Retourenwerkstatt zu finden. Dort wird auch die internationale Logistik gesteuert und abgewickelt. Weitere Lager sind im schottischen Baillieston, im niederländischen Bodegraven sowie in schweizerisch Obernau.

## Sortiment und Service
Der Verkauf an Endverbraucher stellt das Kerngeschäft der Fitshop GmbH dar. Dabei werden unter anderem Fitnessgeräte und Outdoor-Spielgeräte teilweise exklusiv vertrieben. Neben diversen Fremdmarken führt die Fitshop Gruppe die Eigenmarken cardiostrong, cardiojump, Darwin Fitness, Taurus Fitness, Taurus Boxen, Duke Fitness, Taurus Wellness, Bodymax sowie Yogo. Seit dem Erwerb der Markenrechte im Dezember 2024 gehören auch die Marken Kettler im Bereich Sportgeräte sowie HOI zu den Eigenmarken von Fitshop.
Darüber hinaus baut Fitshop das Geschäft mit Firmenkunden aus. Unternehmen und öffentliche Einrichtungen werden bei der Planung und Ausstattung von Fitnessräumen unterstützt.